# マオド・ロー
マオド・ロー（Maodo Lô、1992年12月31日-） は、ユーロリーグのオリンピア・ミラノに所属するドイツのプロバスケットボール選手。ローはドイツのナショナルチームの代表メンバーでもある。ローは以前コロンビア大学でプレーしており、ファンからはThe Chairmanの名で親しまれていた。

## 経歴

### オリンピア・ミラノ (2023-2024)
2023年7月22日、ユーロリーグとレガ・バスケット・セリエAに所属するオリンピア・ミラノへ2年契約で加入。ユーロリーグでは21試合に出場し、1試合平均19.3分の出場で、7.6得点、2.7アシスト、1.7リバウンド、スリーポイント成功率40.3パーセントという成績を残した。

### パリ・バスケットボール(2024-2025)
2024年8月17日、ユーロリーグとLNBプロAに所属するパリ・バスケットボールへの加入が発表された。

### BCジャルギリス(2025-)
2025年7月22日、ユーロリーグとLKLに所属するBCジャルギリスへの加入が発表された。契約期間は1年。